# Jan Miller
Jan Miller (* 1. September 1957) ist eine ehemalige australische Squashspielerin.

## Karriere
Jan Miller war in den 1980er-Jahren als Squashspielerin aktiv. Ihre höchste Platzierung in der Weltrangliste erreichte sie mit Rang zehn im Januar 1984. Mit der australischen Nationalmannschaft nahm sie 1983 und 1985 an der Weltmeisterschaft teil. 1983 erreichte sie mit dieser das Finale gegen England, welches mit 2:1 zugunsten der Australierinnen endete. Miller unterlag in ihrer Partie gegen Angela Smith in drei Sätzen. Zwei Jahre darauf wurde sie mit der Mannschaft Dritter. Im Einzel stand sie ebenfalls 1983 und 1985 im Hauptfeld der Weltmeisterschaft. Sie schied 1983 im Achtelfinale aus, während sie 1985 das Viertelfinale erreichte. Dieses verlor sie gegen Lucy Soutter in drei Sätzen. Im selben Jahr gewann sie die Australian Open.

## Erfolge
- Weltmeister mit der Mannschaft: 1983